# Edward Dwurnik
Edward Dwurnik, född 19 april 1943 i Radzymin, död 28 oktober 2018 i Warszawa, var en polsk målare och grafiker.